# Phrynobatrachus batesii
Phrynobatrachus batesii là một loài ếch trong họ Petropedetidae.
Loài này có ở Cameroon, Gabon, Ghana và Nigeria, có thể có ở Guinea Xích Đạo và Togo.
Các môi trường sống tự nhiên của chúng là các khu rừng ẩm ướt đất thấp nhiệt đới hoặc cận nhiệt đới, đầm nước ngọt, đầm nước ngọt có nước theo mùa, và các khu rừng trước đây bị suy thoái nặng nề. Loài này đang bị đe dọa do mất môi trường sống.